# ユーロパッション
ユーロパッション株式会社（英:EURO PASSION SA）は、日本の大阪府に本社を置く腕時計、時計関連商品、バッグ、ジュエリーの輸入及び国内卸販売を行う企業である。また、腕時計の自社ブランド「ユーロパッションウォッチ」も展開している。

## 取り扱いブランド
- ユーボート
- ユンハンス
- ユーロパッションウォッチ
- アルカフトゥーラ
- エポス
- ビスコンティー
- アクアノウティック
- シャウボーグ
- ハッフマン
- ストーム
- ジョウィサ
- ボンバーグ
- グリモルディ
- ウェルダー
- ウルトラ
- ジェットセット